# Українська залізнична швидкісна компанія

Філія «Українська залізнична швидкісна компанія» публічного акціонерного товариства «Українська залізниця» (УЗШК) — підприємство, яке займається організацією експлуатації і технічним обслуговуванням швидкісного рухомого складу українських та закордонних виробників.

## Історія
Компанію засновано 22 лютого 2012 року відповідно до Наказу Міністерства інфраструктури України від 22 лютого 2012 року № 116, а вже 27 травня 2012 року перший поїзд категорії Інтерсіті+ рухомим складом виробництва HYUNDAI Rotem здійснив перший комерційний рейс з Києва до Харкова.
Станом на 1 лютого 2013 року було перевезено вже близько 1,2 млн пасажирів.
Компанія має основні технічні бази з обслуговування рухомого складу в Києві (станція Дарниця) та Харкові. В перспективі відкриття технічних служб з обслуговування рухомого складу у Львові.

## Розклад руху
Зручний розклад руху (розклад руху розроблено з урахуванням максимального попиту пасажирів з відправленням поїздів вранці та ввечері, що дозволяє пасажирам більш оптимально спланувати свій день і здійснити поїздку туди/зворотно протягом доби).

## Рухомий склад
На сьогоднішній день парк рухомого складу компанії складається із 10 електропоїздів подвійного живлення виробництва HYUNDAI Rotem (дев'ятивагонні HRCS2), 2 електропоїздів подвійного живлення виробництва компанії Skoda (шестивагонні двоповерхові EJ 675) та двох електропоїздів подвійного живлення виробництва ПАТ «Крюківський вагонобудівний завод» (дев'ятивагонні ЕКр1 «Тарпан»), а також 2 поїздів (5-вагонної комплектації) локомотивної тяги МПЛТ виробництва ПАТ «Крюківський вагонобудівний завод».
Станом на 31 серпня 2015 року  завершені роботи із монтажу обладнання для забезпечення Wi-Fi доступу до мережі Інтернет на всіх поїздах.
З 1 вересня 2015 року всі пасажири швидкісних поїздів Інтерсіті+ та Інтерсіті мають доступ до мережі Інтернет на всіх маршрутах курсування цих поїздів.

## Маршрути
У графіку передбачено курсування таких поїздів (включаючи поїзди, які курсують лише в пікові дати):
- Дарниця, Київ — Львів (через Коростень) (1 пара цілорічно, 1 за вказівкою)
- Київ — Харків (4 пари цілорічно, 1 за вказівкою)
- Київ — Дніпро  (1 пара, цілий рік), до 24.02.2022 курсував як Київ — Покровськ
- Київ — Дніпро — Запоріжжя (1 пара, цілий рік)
- Київ — Краматорськ (1 пара) - кукрсує з 14.10.2022, до 24.02.2022 курсував як Київ — Костянтинівка
- Київ — Одеса (через Жмеринку) (1 пара цілий рік, 1 літня) - не курсує з 24.02.2022
- Київ — Кривий Ріг (1 пара, цілий рік)
- Київ — Перемишль (через Святошин, Коростень, Підзамче, Львів)
- Київ — Перемишль (через Вінницю, Хмельницький, Тернопіль, Львів)
- Київ — Тернопіль (1 пара)
- Київ — Луцьк (через Шепетівку, Рівне, Ківерці) (1 пара, у тестовому режимі)

Поїзди компанії «УЗШК» прямують через станції: Вапнярка, Вінниця, Дарниця, Дніпро-Головний, Дружківка, Жмеринка, Запоріжжя I, Знам'янка-Пасажирська, Імені Тараса Шевченка, Кам'янське-Пасажирське, Київ-Пасажирський, Коростень, Костянтинівка, Краматорськ, Кривий Ріг, Кривий Ріг-Головний, Лозова, Львів, Миргород, Олександрія, Одеса, Перемишль-Головний, Підзамче, Покровськ, Полтава-Київська, П'ятихатки, Святошин, Синельникове I, Синельникове II, Слов'янськ, Тернопіль, Харків, Хмельницький, Чаплине, Бориспіль, Гребінка, Лубни, Ромодан, Козятин I, Калинівка I, Гнівань, Деражня, Волочиськ, Підволочиськ.
До 2014 року обслуговувалися станції: Донецьк, Джанкой, Сімферополь, Маріуполь, Ясинувата, Мелітополь, Маршрути, які тимчасово закрито через бойові дії та анексію Криму:
- Дніпро — Сімферополь
- Донецьк — Сімферополь
- Дніпро — Донецьк — Маріуполь
- Харків — Луганськ — Донецьк — Маріуполь
- Харків — Сімферополь

З 16 червня по 18 вересня 2016 року вперше був призначений УЗШК регіональний денний швидкісний поїзд EJ 675 Інтерсіті+ № 729/730 сполученням Харків — Генічеськ.

## Сьогодення
УЗШК регулярно вітає «ювілейних» пасажирів. Нещодавно керівництво організації привітали 5-мільйонного пасажира під час прибуття поїзда Кривий Ріг — Київ. Відбулася зустріч з квітами, сертифікатом на дві безкоштовні поїздки швидкісним поїздом та ноутбуком.
На початку 2015 року на залізничному сполученні між Львовом, Києвом і Харковом планувалось запустити нові швидкісні поїзди. Зі Львова до Харкова з 30-хвилинною зупинкою в Києві можна буде дістатися за 10 годин 30 хвилин. «Пілотний» запуск такого поїзда очікувався вже у 2015 році. Планувалося організувати зручне підвезення з Івано-Франківська у Львів приміськими поїздами на поїзди «Інтерсіті+» київського напрямку. Кінець кінцем було вирішено запустити два поїзда «Нічний експрес» № 115/116 Харків — Івано-Франківськ — Рахів та № 113/114 Харків — Мукачево з вагонами купе та класу люкс.
24 грудня 2015 року тримільйонний пасажир (у 2015 році) прибув на залізничний вокзал Київ-Пасажирський на швидкісному поїзді сполученням Харків — Київ. Щасливчик отримав цінні подарунки та сертифікат на безкоштовну подорож у вагоні 1-го класу поїзда Інтерсіті+.
Станом на грудень 2015 року, з початку курсування швидкісних поїздів (травень 2012 року) перевезено 7,6 млн пасажирів, із них 84 % пасажирів перевезено в чотирьох основних напрямках:
- у харківському — 2,6 млн пасажирів;
- у дніпровському (до Дніпра, Покровська та Запоріжжя) — 1,7 млн пасажирів;
- у донецькому (до Донецька (2012—2014), Костянтинівки) — 1,1 млн пасажирів;
- у львівському (до Львова та Трускавця) — 1 млн пасажирів;
- в інших (кримський, одеський, криворізький, тернопільський напрямки) — 0,7 млн пасажирів[10].

23 серпня 2016 року швидкісними поїздами перевезено десятимільйонного пасажира. Ювілейним пасажиром стала мешканка Львова Олена Дем'янович, яка їхала в швидкісному поїзді № 744 Львів — Київ — Дарниця. Укрзалізниця привітала десятимільйонну пасажирку цінними подарунками та сертифікатами на безкоштовну подорож у вагоні 1-го класу поїзда «Інтерсіті+».

## Програма лояльності
Ціни на квитки у поїзди УЗШК залежать від дня тижня, пори року.
У 1-му класі введено регулювання ціни у попередньому продажу: за 30 днів до відправлення квитки найдешевші.
Діє бонусна програма для пасажирів.
Знижки при оформленні проїзного документа у вагони 1-го класу поїздів «Інтерсіті+»:
- за 30 діб — знижка 15 %
- за 29-25 діб — знижка 10 %
- за 24-15 діб — знижка 5 %

Коефіцієнти гнучкого регулювання по днях тижня на проїзд у вагонах 1-го класу поїздів «Інтерсіті+»:
- вівторок — коефіцієнт індексації 0,80, тобто зниження вартості квитка на 20 %;
- понеділок, четвер і неділя — коефіцієнт індексації 1,10, тобто підвищення вартості квитка на 10 %;
- п'ятниця — коефіцієнт індексації 1,25, тобто підвищення вартості квитка на 25 %.

Коефіцієнти гнучкого регулювання по днях тижня на проїзд у вагонах  2-класу поїздів «Інтерсіті+»:
- четвер і субота — коефіцієнт індексації 0,90, тобто зниження вартості квитка на 10 %
- п'ятниця і неділя — коефіцієнт індексації 1,10, тобто підвищення вартості квитка на 10 %;

Коефіцієнти гнучкого регулювання по днях тижня на проїзд у вагонах  1-го і 2-го класу поїздів «Інтерсіті+»:
- вівторок і середа — коефіцієнт індексації 0,90, тобто зниження вартості квитка на 10 %;
- п'ятниця і неділя — коефіцієнт індексації 1,10, тобто підвищення вартості квитка на 10 %.

Крім того, при купівлі квитків «туди і назад» для пасажирів поїздів «Інтерсіті+» діє знижка 10 %.
За умовами даної програми, пасажир, накопичивши певну кількість бонусів, матиме змогу отримати істотну знижку на придбання наступних проїзних документів.

## Перспективи розвитку
Планується запуск швидкісних поїздів за таким напрямками, як Київ — Миколаїв / Херсон, Київ — Івано-Франківськ, Київ — Холм, Львів — Одеса — Херсон тощо.

## Рухомий склад

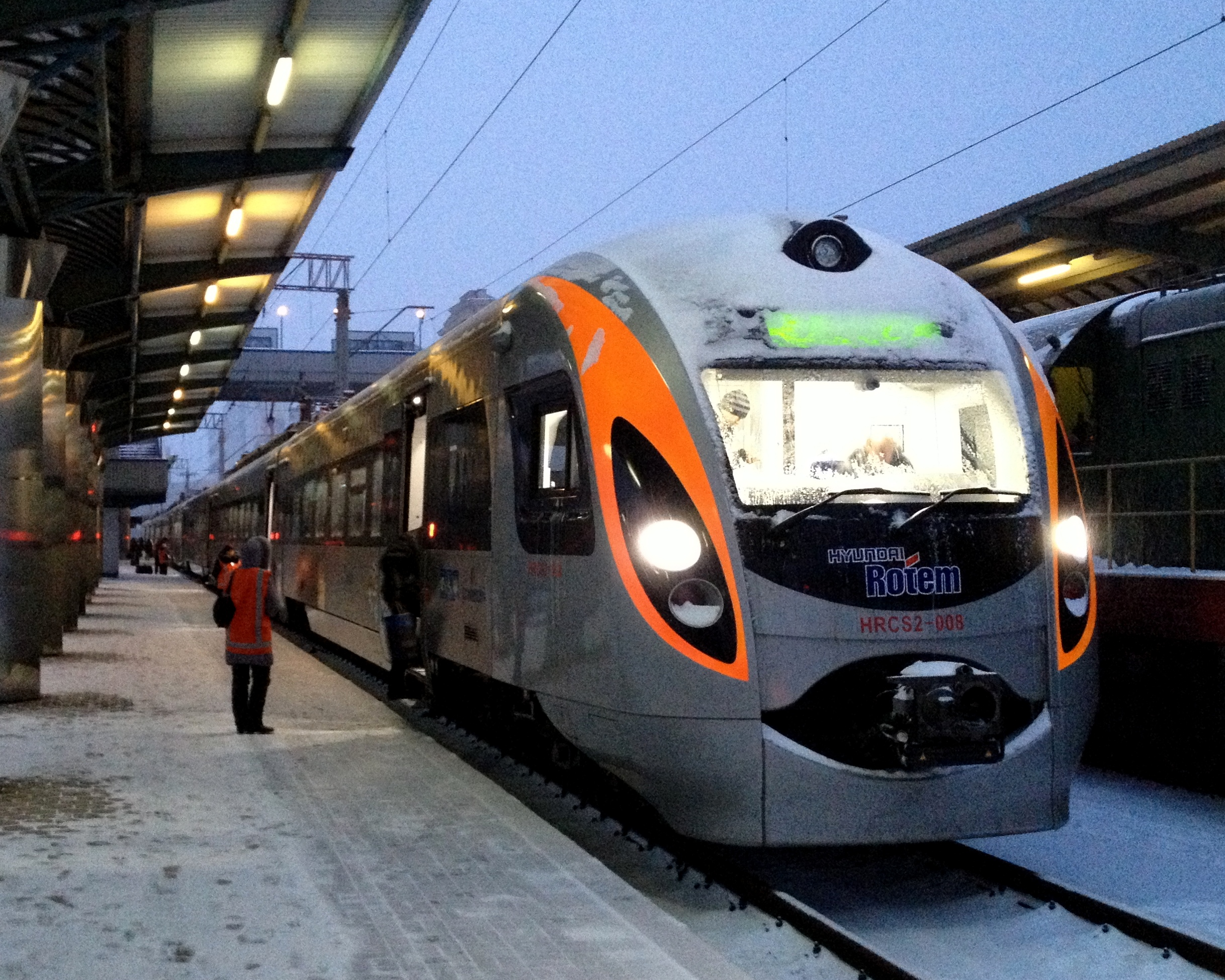
Інтерсіті+. Потяг Hyundai HRCS2
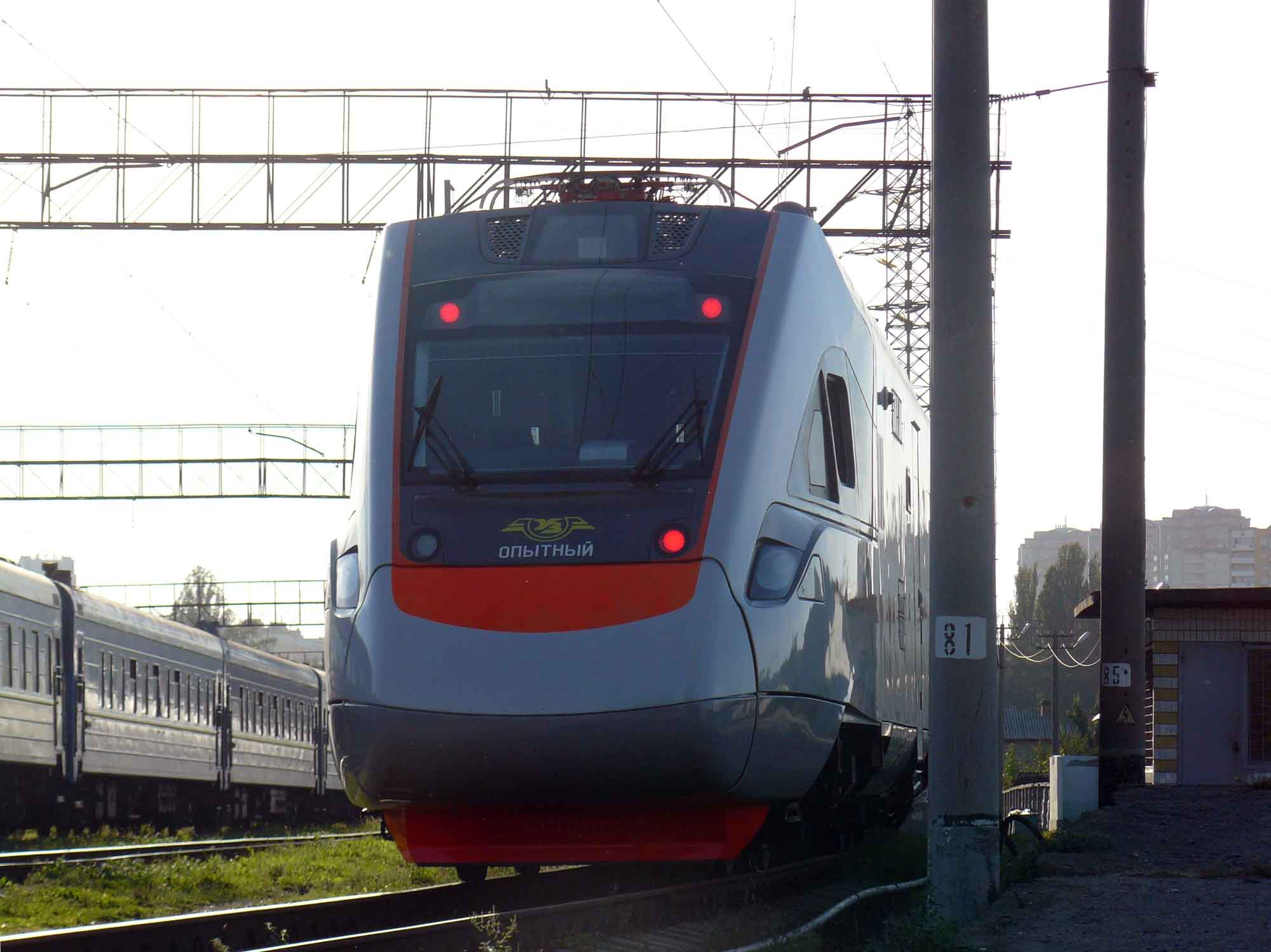
ЕКр1 «Тарпан»
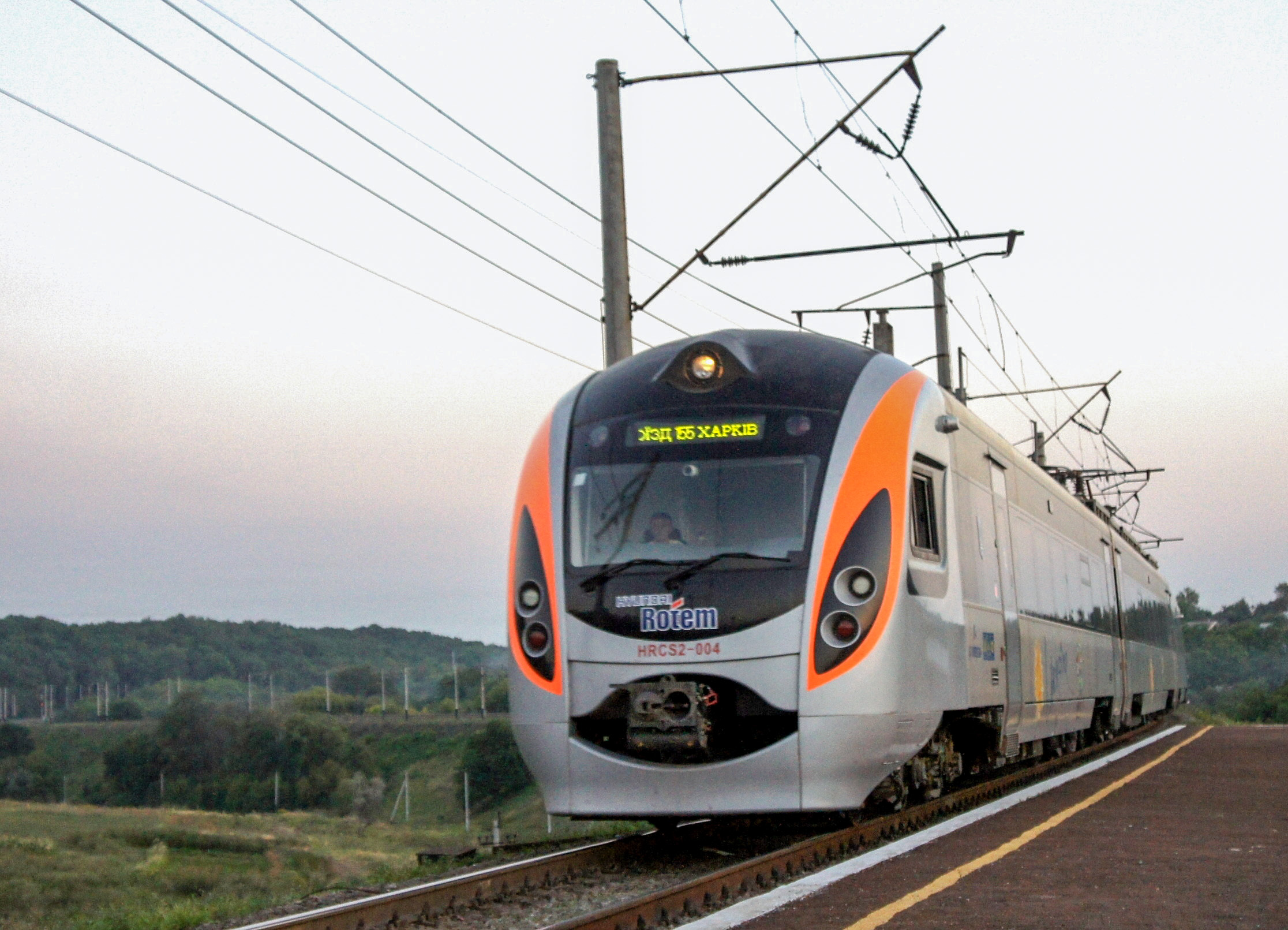
Інтерсіті+. Поїзд HRCS2
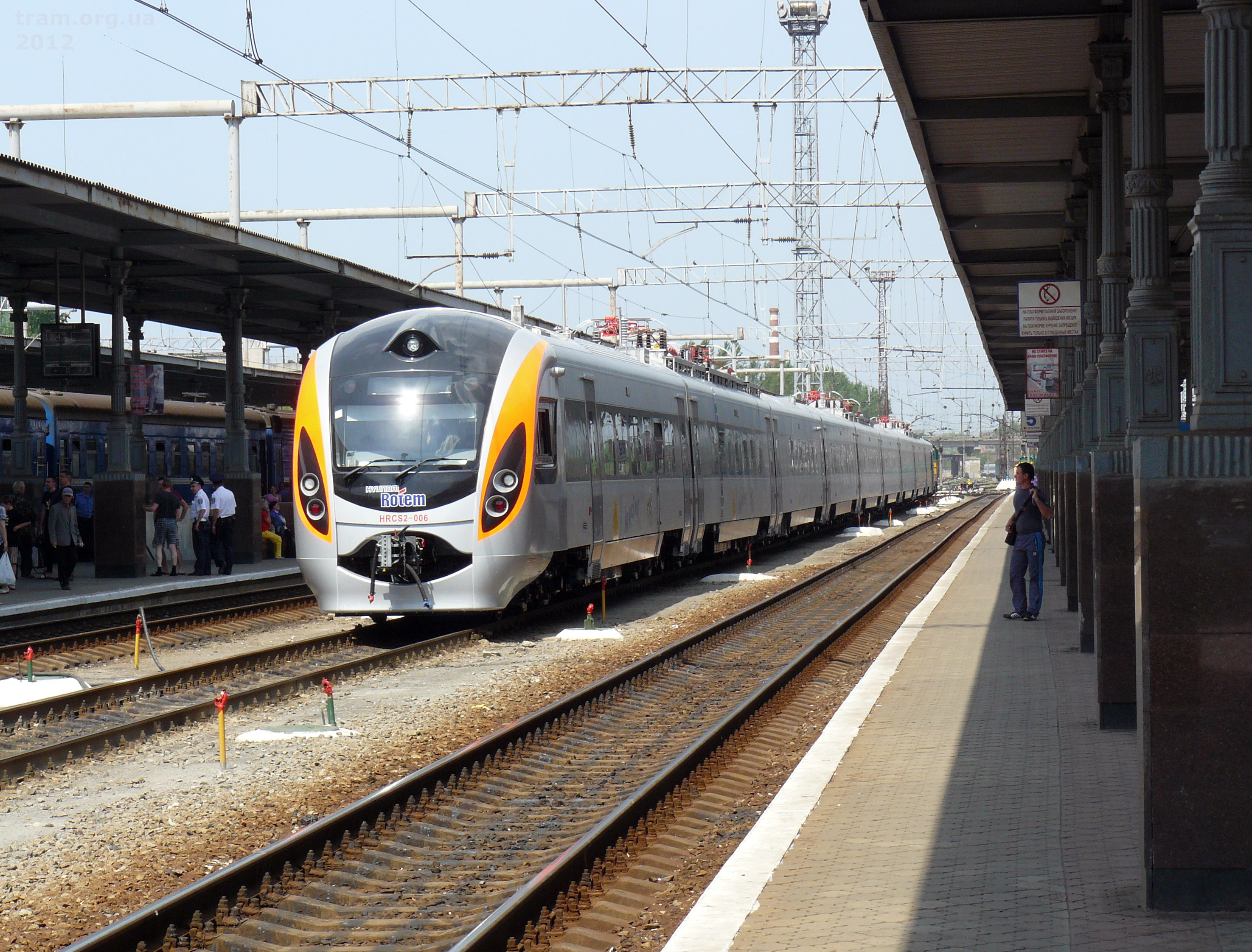
Інтерсіті+. Поїзд HRCS2 на станції Харків-Пасажирський